# 月球轨道器3号
月球轨道器3号是美国宇航局于1967年发射的自动探测器，隶属月球探测器计划的一部分，其主要任务是拍摄月表区域，以确认勘测者计划和阿波罗任务的安全着陆点，此外，它还配备了收集月球地质、辐射强度及微流星体撞击数据的设备。 
1967年2月5日，世界标准时01时17分，该探测器被发射到地月轨道，并在1967年2月8日世界标准时21时54分进入环月球赤道的椭圆轨道。初始参数为210.2公里(近月点)×1801.9公里(远月点)，即130.6英里×1119.6英里，倾角20.9度，绕月一周时间为3小时2分钟。经过四天(25圈)轨道调整为55公里×1847公里(34英里×1148英里)。探测器从1967年2月15日到2月23日进行了9天的摄影，并于1967年3月2日完成数据的提取发送。由于在这段时间内胶片转卷装置工作状态不稳定，使得地面人员决定提前读取图像数据。直到3月4日卷片电机烧坏前，成功提取了大部分的图像数据，但卷轴上仍剩有25%的照片无法读取。 
月球轨道器3号总共发回了147帧中等分辨率和477帧高分辨率图像数据，高品质图像的分辨率高达1米以内(3英尺3英寸)，其中包括一张勘测者1号着陆点的照片，可判别航天器所在位置的地表状况。整个任务的所有其他实验都获得了准确的数据。该探测器一直被跟踪直到1967年10月9日按指令撞毁在月表北纬14.3度、西经97.7度处。

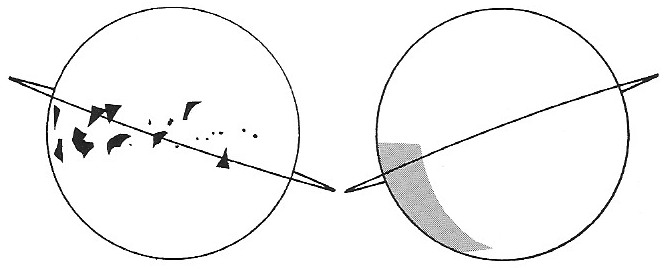
探测器的轨道及所拍摄的月球正面(左)和背面(右)覆盖区

| 月球摄影研究 | 评估阿波罗和勘测者探测器着陆点 |
| 流星体探测   | 检测月球环境中的微流星体       |
| 碘化铯探测器 | 侦测临近月球的辐射环境         |
| 月面测量     | 月球的引力场与物理属性         |

## 另请参阅
- 月球轨道器图像恢复项目
- 月球探索
- 月球轨道器1号
- 月球轨道器2号
- 月球轨道器4号
- 月球轨道器5号